# ノートゲルト
ノートゲルト (Notgeld) は、ドイツやオーストリアにおける地域通貨。
20世紀の初頭、ドイツ国内では多くのノートゲルトが発行された。この通貨は通常のものでなく、ドイツ中央銀行（ライヒスバンク）ではなく様々な機関（銀行、地方自治体、民間会社、国有会社）によって発行された。従ってそれは法定貨幣ではなく、支払いのために便宜的に使用されたものであり、地方コミュニティの中でしか流通しなかったが、公的な通貨に代わる補完通貨として利用された。
ノートゲルトは主として紙幣の形で発行された。他には硬貨、革、絹、リネン、切手、アルミホイル、石炭、再生紙等の形も使用された。

## 第一次世界大戦中のノートゲルト

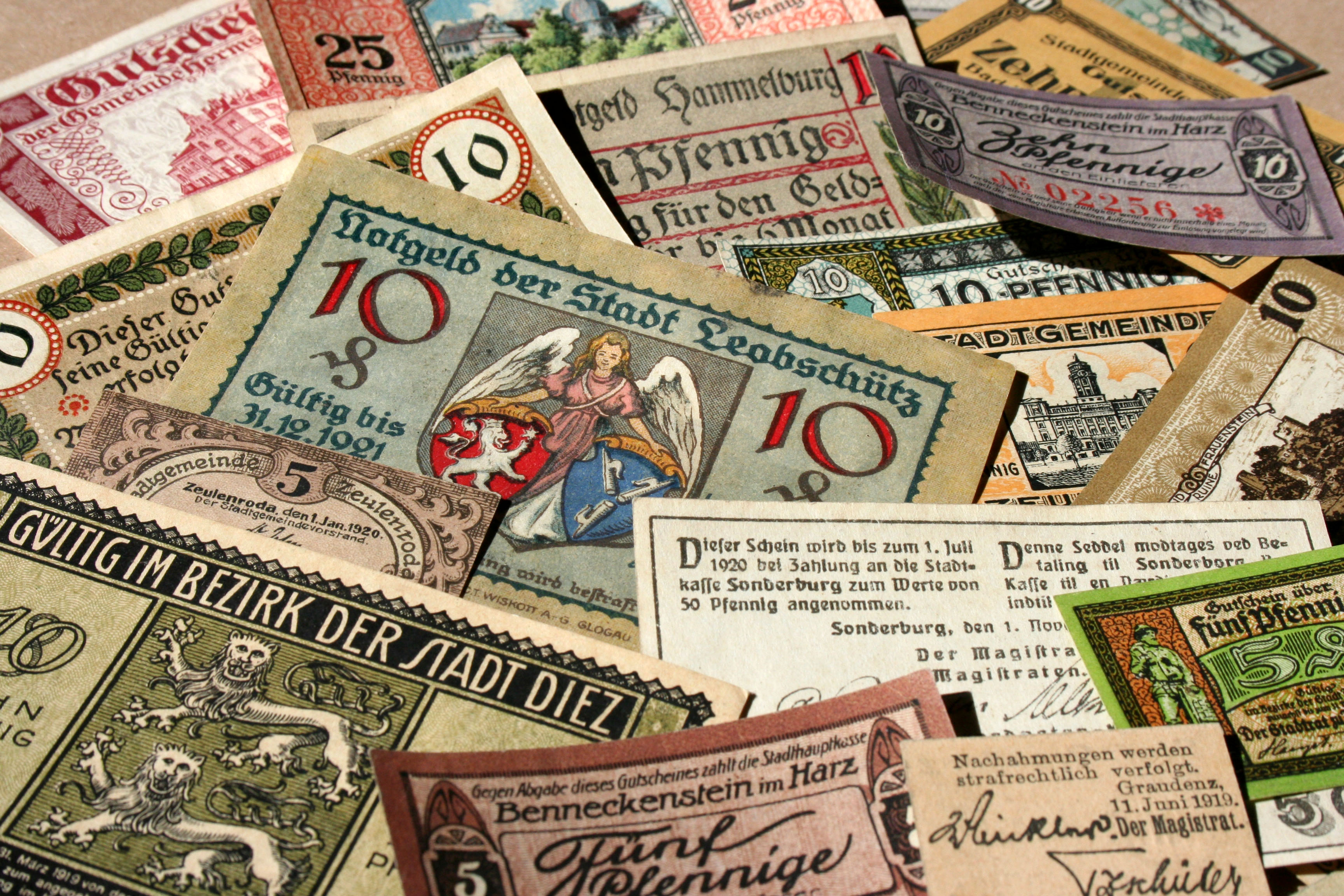
1917年から1919年にかけて発行された各地のノートゲルト

ノートゲルトの最初の大規模な発行は、第一次世界大戦中に行われた。戦費負担によって引き起こされたインフレは、硬貨の価値を額面以上のものにした。多くの機関が硬貨を貯蔵し始め、更に硬貨の鋳造に使用される金属は軍需物資の生産に必要とされた。金属の深刻な不足が引き起こされたが、紙幣による代替によって改善された。

## 戦間期のノートゲルト

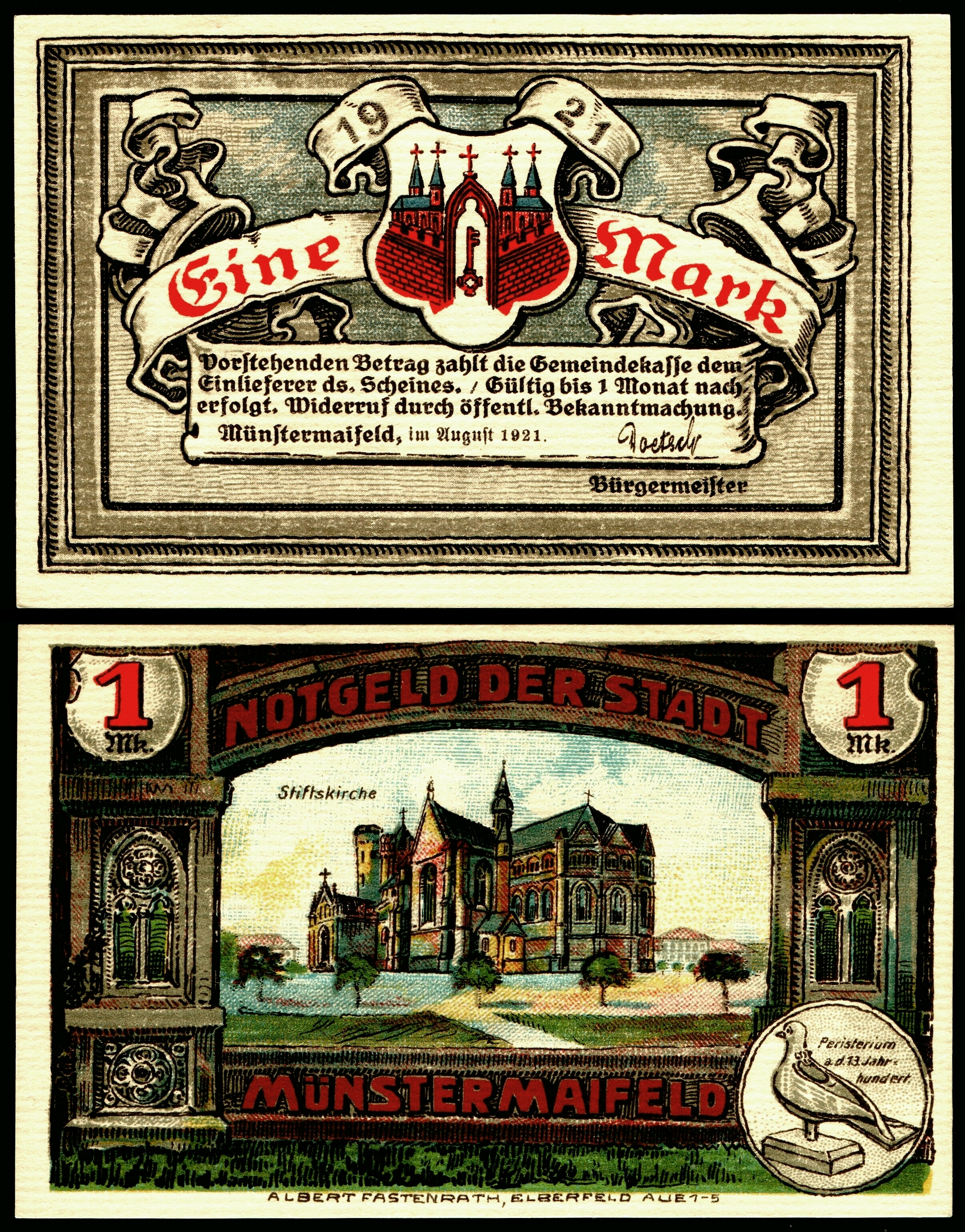
1921年、ミュンスターマイフェルトで発行された1マルクの額面を持つノートゲルト

戦争終結後もインフレはじわじわと進行し、1920年には硬貨の地金としての価値が紙幣の価値を上回り、地方自治体や商店が、1ペニヒ、2ペニヒ程度の額面のノートゲルトを発行した。これらの紙幣は非常に多彩であり、すぐにコレクターの収集目標となった。シリーズシャインと呼ばれる、続き物の絵柄を採用した収集家向けノートゲルトは、額面や意匠、材質に工夫が凝らされていた。複数のノートゲルト専門雑誌が発行され、実在しない自治体から発行されたものまであったという。また値上がりを期待する庶民にとっての投機対象となった。またイベントを告知するための広告的なノートゲルトや、政治的なメッセージをこめられたものも発行されている。1922年7月にはシリーズシャインをはじめとする常軌を逸したノートゲルトは発行が禁止され、通常のノートゲルトも発行にはライヒスバンクの許可が必要になった。発行を許されたノートゲルトの額面もインフレの影響で巨額化し、1000マルクの額面を持つものも現れた。

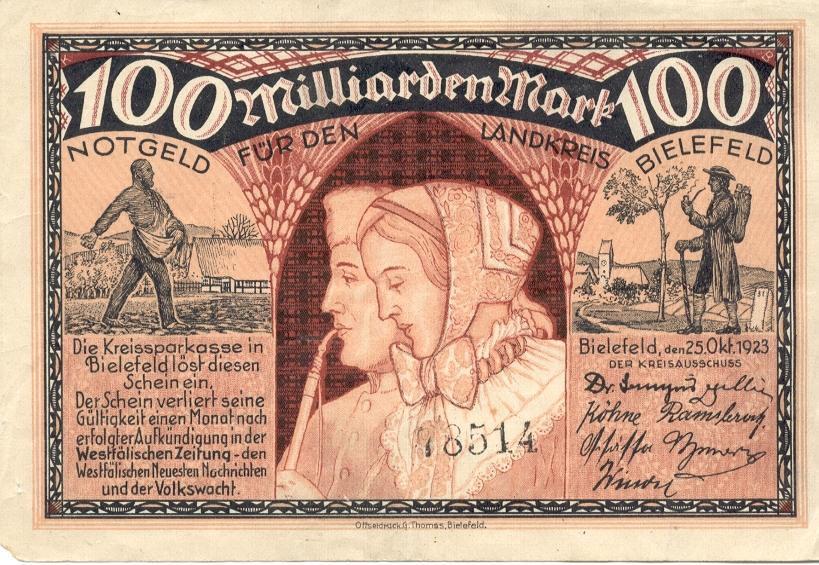
1923年、ビーレフェルトで発行された1億マルクノートゲルト

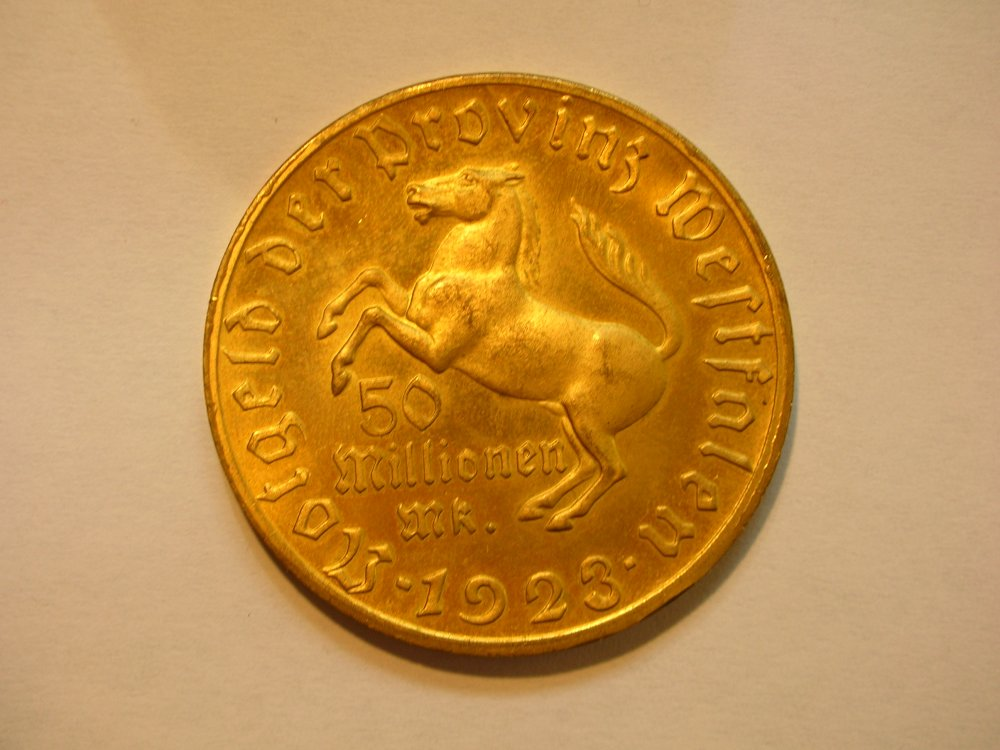
1923年、ヴェストファーレンで発行された5000万マルクの額面をもつ、ノートゲルト貨幣

1923年にフランスがルール占領を行うと、マルクの価値は急激に下がり、最終的には戦前と比較して1兆倍にも及ぶインフレとなり、高額紙幣が次々と発行された。パピエルマルクと呼ばれる公式な通貨は信用を失い、各自治体はノートゲルトの発行を一層押し進めた。10月にライヒスバンクはノートゲルトの発行を私企業にも条件付で認めた。過熱化するインフレの中でノートゲルトの額面はさらに増大し、100兆、200兆の額面を持つものや、額面自体を持たないものも発行された。この時期までに発行されたノートゲルトの総量は、150億枚、発行総額は10億金マルク近くに達すると見られている。ライヒスバンク総裁のヒャルマル・シャハトは、ノートゲルトの発行が「インフレーションで利得を得るに最も安易な方法であったので、地方自治体ばかりか、特に大民間事業において多分に且つ好んで行われた」としながらも、「1923年の狂暴的な価値低落に際し緊急貨幣は不十分な帝国銀行券の供給を補うのに大きな役割を演じたばかりでなく、信用提供」の面で大きな意義があったと論評している。ノートゲルトは発行後間もない段階は商品やサービスと交換可能であり、本来の紙幣より高い価値を持っていた。しかし日々進行するインフレによって、その価値は瞬く間に低下していった。
11月、ライヒスバンクはレンテンマルクを発行し、1兆分の1のデノミが行われた。さらに11月17日には、22日以降、ライヒスバンク各支店はノートゲルトをはじめとする緊急紙幣の受領を禁止し、ライヒスバンクが保有するノートゲルトを発行元が買い取るように請求することを求める回状を出した。少額ノートゲルトの多くは紙切れ同然となり、古紙回収業者によって引き取られた。各発行団体は高額なノートゲルトを回収し、レンテンマルクと交換している。1924年7月ごろまでにこの交換は終了した。